# المدرسة الألمانية (نيروبي)
المدرسة الألمانية هي مدرسة دولية ألمانية في نيروبي، كينياعتبارًا من عام 2015، بلغ عدد طلابها 182 طالبًا من 30 دولة. تقدم المدرسة برنامجًا دراسيًا مدته اثنا عشر عامًا، من المرحلة الابتدائية إلى الثانوية العليا. تأسست جمعية المدارس الألمانية في نيروبي عام 1964، بينما تأسست المدرسة نفسها عام 1969.